# Irma Schumacher

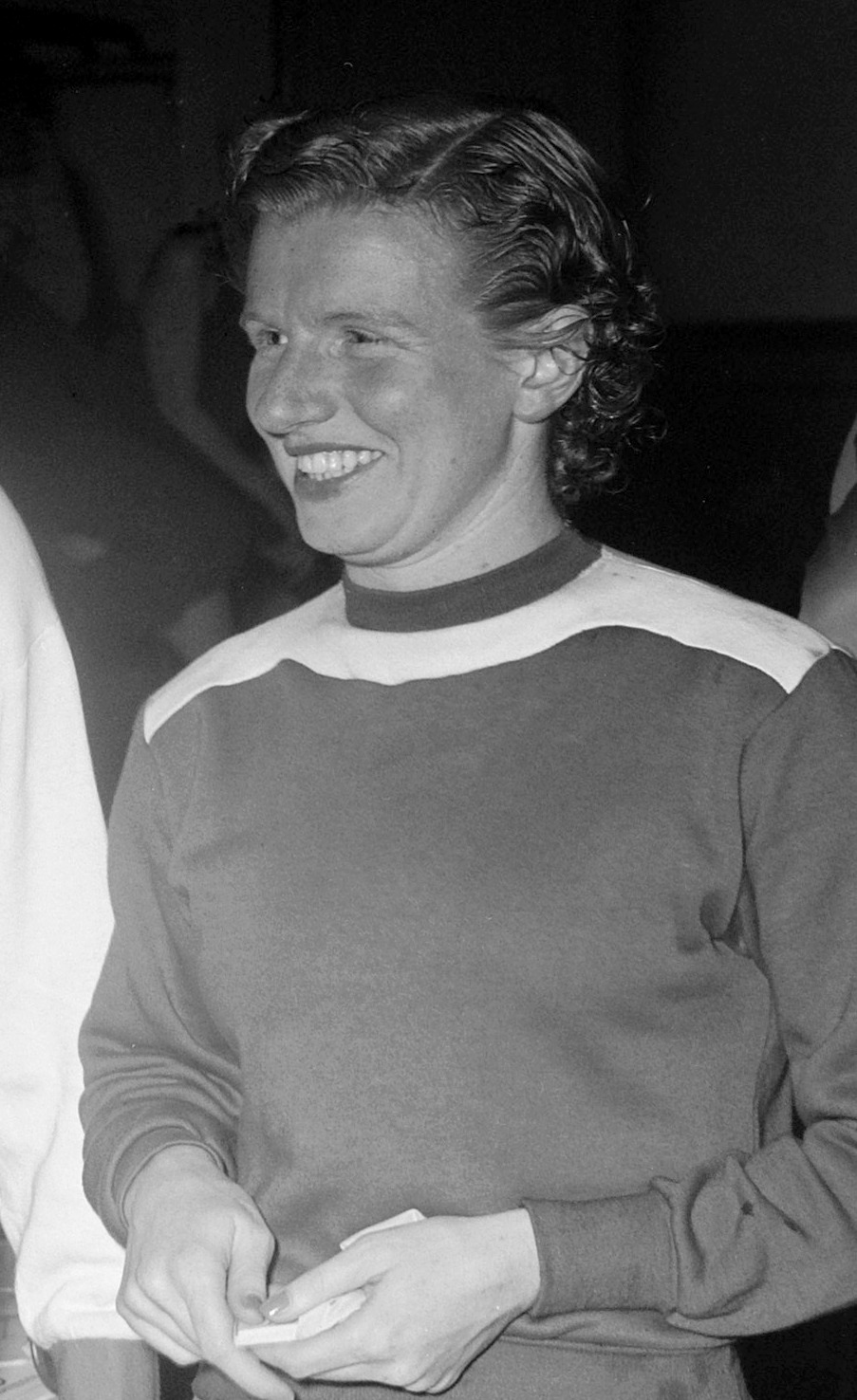
Irma Schumacher, 1951

Irma Schumacher (* 24. Februar 1925 in Ginneken en Bavel; † 8. Januar 2014  in Berkeley Vale bei Sydney) war eine niederländische Schwimmerin.
Bei den Europameisterschaften 1950 gewann sie den Titel über 100 m Freistil und mit der niederländischen Freistilstaffel. Drei Jahre zuvor hatte sie mit der Staffel bereits die Silbermedaille gewonnen. Bei den Olympischen Spielen 1948 in London und 1952 in Helsinki gewann sie zudem eine olympische Bronze- und eine Silbermedaille mit der Staffel.

## Privates
1950 lernte Schumacher auf einer Australienreise mit Geertje Wielema Johan Heijting kennen, einen niederländischen Viehzüchter, der kurz zuvor nach Australien eingewandert war. Sie heirateten am 22. März 1952, eine Woche nach den Olympischen Spielen 1952 zog Heijting-Schumacher auf die Farm ihres Mannes in der Nähe von Brisbane.

## Belege
1. ↑  Oud-topzwemster Irma Heijting-Schuhmacher overleden. Archiviert vom Original; abgerufen am 27. Januar 2014 (niederländisch).
2. ↑  Zwemmen. In: Olympisch.info. Abgerufen am 5. September 2023 (niederländisch).
3. ↑  Huwelijk van zwemster Irma Schuhmacher en Johan Heijting in Hillegersberg. In: Nationaal Archief. Niederländiches National Archiv, abgerufen am 5. September 2023 (niederländisch).

| Personendaten    | Personendaten               |
| ---------------- | --------------------------- |
| NAME             | Schumacher, Irma            |
| KURZBESCHREIBUNG | niederländische Schwimmerin |
| GEBURTSDATUM     | 24. Februar 1925            |
| GEBURTSORT       | Ginneken en Bavel           |
| STERBEDATUM      | 8. Januar 2014              |
| STERBEORT        | Berkeley Vale               |